# (5422) Hodgkin
(5422) Hodgkin est un astéroïde de la ceinture principale.

## Description
(5422) Hodgkin est un astéroïde de la ceinture principale. Il fut découvert le 23 décembre 1982 à Naoutchnyï par Lioudmila Karatchkina. Il présente une orbite caractérisée par un demi-grand axe de 2,97 UA, une excentricité de 0,24 et une inclinaison de 6,6° par rapport à l'écliptique.
Il est nommé en l'honneur de Dorothy Crowfoot Hodgkin, récipiendaire du prix Nobel de physique en 1964.

## Compléments